# Массерберг
Массерберг (нім. Masserberg) — громада в Німеччині, розташована в землі Тюрингія. Входить до складу району Гільдбурггаузен.
Площа — 36,08 км2. Населення становить 2103 ос. (станом на 31 грудня 2021).